# Incheon
Incheon (korejski: 인천 ,仁川 doslovno "pametna rijeka") je grad smješten na sjeverozapadu Južne Koreje na obali Žutog mora. Danas spada u vodeća lučka i industrijska središta u Južnoj Koreji. Predluka je grada Seula.
Grad je imao samo 4 700 stanovnika, kada je sagrađena njegova pomorska luka Jemulpo 1883. Danas ima 2,9 milijuna ljudi, što ga čini trećim najvećim južnokorejskim gradom, nakon Seula i Busana. Na tom području živjelo se još od mlađeg kamenog doba, ali grad je rastao u moderno doba s razvojem svoje luke, zbog svojih prirodnih prednosti obalnoga grada i njegove blizine južnokorejskom glavnom gradu Seulu. Incheon je četvrto najveće predgrađe svijeta po broju stanovnika (poslije New Taipeija, Yokohame i Ekurhulenija (Južnoafrička Republika). Predgrađe se ovdje definira kao grad podređen obližnjem velegradu u poslovnom ili infrastrukturnom pogledu.

Incheon je vodio gospodarski razvoj Južne Koreje otvarajući svoju luku vanjskom svijetu, moderniziranjem J. Koreje kao središta industrijalizacije. Godine 2003., grad je bio određen kao prva slobodna ekonomska zona J. Koreje. Od tada, velike lokalne tvrtke i globalna poduzeća sve više ulažu u slobodnu gospodarsku zonu Incheona, uključujući i Samsung, koji je odabrao Songdo (dio Incheona) za novo ulagačko odredište za svoju bio-industriju. U ovom gradu razvijene su kemijska, tekstilna industrija, preradba nafte, strojogradnja, proizvodnja stakla i metalurgija.
Kao međunarodni grad, Incheon je domaćin brojnih velikih međunarodnih konferencija poput Globalnoga sajma & festivala 2009. Inochen je domaćin 17. Azijskih igara 2014.
Incheon se etablirao kao jedno od glavnih prometnih središta u sjeveroistočnoj Aziji, sa svjetski poznatom Međunarodnom zračnom lukom Incheon, koja je ponajbolja azijska i svjetska zračna luka. 
Grad je također sjedište međunarodne organizacije za rješavanje pitanja zaštite okoliša "Green Climate Fund".